# Bel Air (Seychellen)

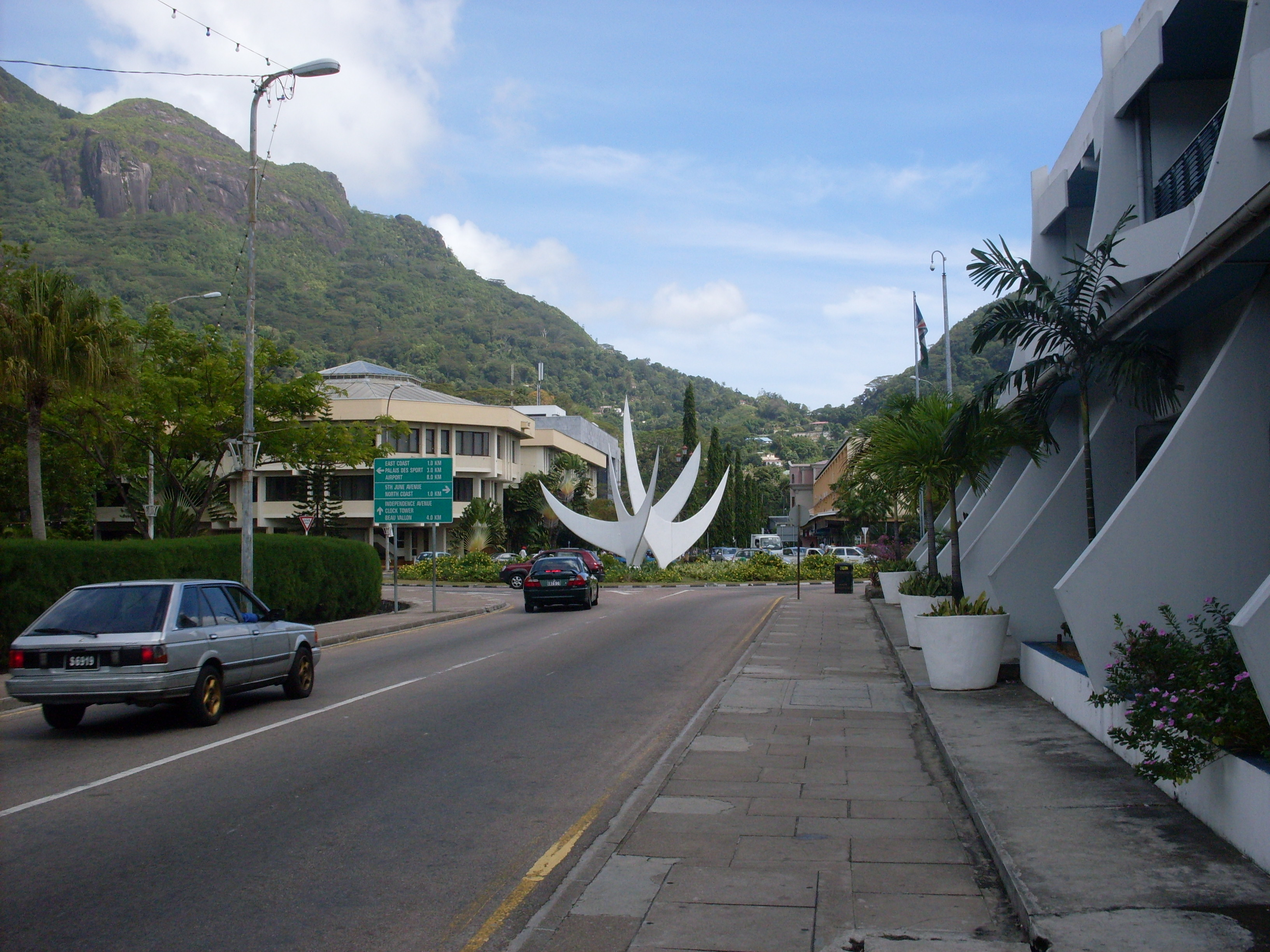
Trwa Zwazo Roundabout mit Bicentennial Monument und Independence House

Bel Air ist einer der 25 Verwaltungsbezirke der Seychellen. Der Distrikt bildet einen Teil der Hauptstadt Victoria und zählt zu den ältesten Siedlungsplätzen auf der Inselgruppe. Teile des Hafens, insbesondere das Inter-Island Ferry Terminal, sowie einige öffentliche Einrichtungen an der Independence Avenue gehören zum Bezirk, dessen östlicher Bereich zu den beliebtesten Wohnlagen der seychellischen Hauptstadt zählt. Dort, am Fuße des 901 m hohen Berges Morne Seychellois befindet sich ein alter Friedhof, auf dem zahlreiche der ersten Siedler der Insel begraben liegen. Der Friedhof, obwohl bereits stark verfallen, ist nationales Denkmal und eine der Sehenswürdigkeiten auf der Insel Mahé. Ebenfalls in Bel Air liegt das ehemalige Government House, das heute als State House Amtssitz des Präsidenten der Seychellen ist. 1956/57 verbrachte der zyprische Erzbischof Makarios etwas über ein Jahr seiner Verbannung in einem Haus in Bel Air.